# Риос Ново, Рокко
Рокко Риос Ново (исп. Rocco Ríos Novo; род. 4 июня 2002, Лос-Анджелес, США) — аргентинский футболист, вратарь клуба «Интер Майами».

## Клубная карьера
Риос — воспитанник клуба «Ланус». 2 марта 2021 года Риос был взят в аренду американским клубом «Атланта Юнайтед 2» на сезон Чемпионшипа ЮСЛ 2021. 5 апреля он был взят в краткосрочную аренду первой командой «Атланты Юнайтед» на матч ⅛ финала Лиги чемпионов КОНКАКАФ 2021 против коста-риканского «Алахуэленсе» 6 апреля. После удаления Брэда Гузана на исходе первого тайма, заменив Джейка Малрейни, он дебютировал за «Атланту Юнайтед». 27 апреля 2022 года Риос был вновь арендован «Атлантой Юнайтед» до декабря. В MLS он дебютировал 19 июня в матче против «Интер Майами». По окончании сезона MLS 2022 Риос вернулся в «Ланус».
24 января 2023 года Риос Ново вернулся играть в США, отправившись в аренду в клуб Чемпионшипа ЮСЛ «Финикс Райзинг». Дебютировал за «Финикс Райзинг» он 11 марта в матче стартового тура сезона 2023 против «Чарлстон Бэттери».

## Международная карьера
В 2019 года Риос в составе юношеской сборной Аргентины победил в юношеском чемпионате Южной Америки в Перу. На турнире он сыграл в матчах против команд Перу, Эквадора, Чили, а также дважды против Уругвая и Парагвая. В том же году Риос принял участие в юношеском чемпионате мира в Бразилии. На турнире но сыграл в матче против команд Испании, Камеруна, Таджикистана и Парагвая.

## Достижения
Международные
 Аргентина (до 17)
- Победитель юношеского чемпионата Южной Америки — 2019